# Dioscuria (Weinmarke)
Dioscuria ist der Markenname eines trockenen Weißweins aus Abchasien. Benannt ist der Wein nach der antiken Stadt an der Schwarzmeerküste, der heutigen Stadt Sochumi und bezieht sich auf den Namen der ersten griechischen Kolonie, deren Ruinen heute auf dem Grund der Bucht von Sochumi liegen. Nach der am weitesten verbreiteten Legende entstand diese Kolonie an der Stelle der gleichnamigen antiken abchasischen Stadt.

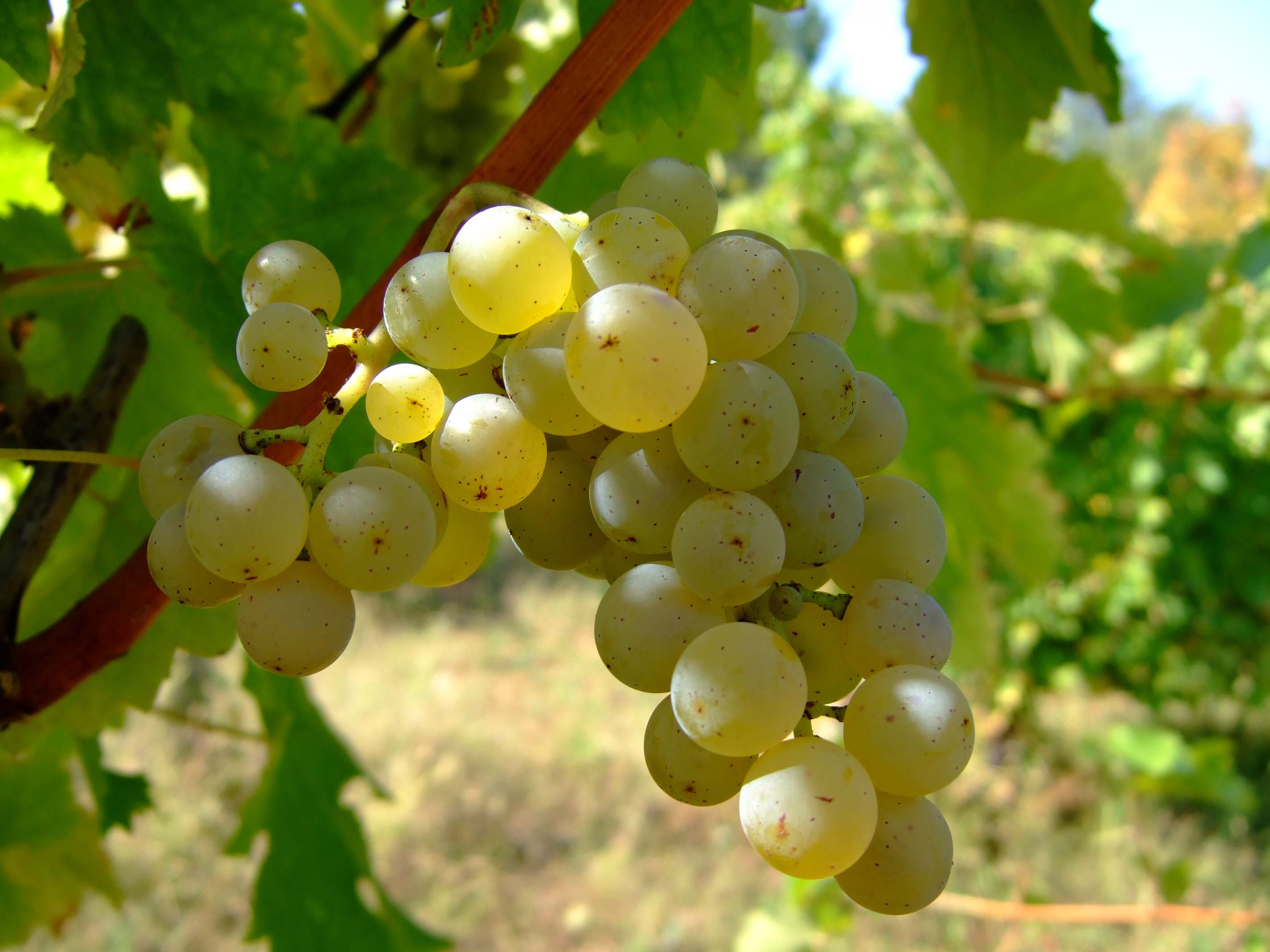
Sauvignon blanc

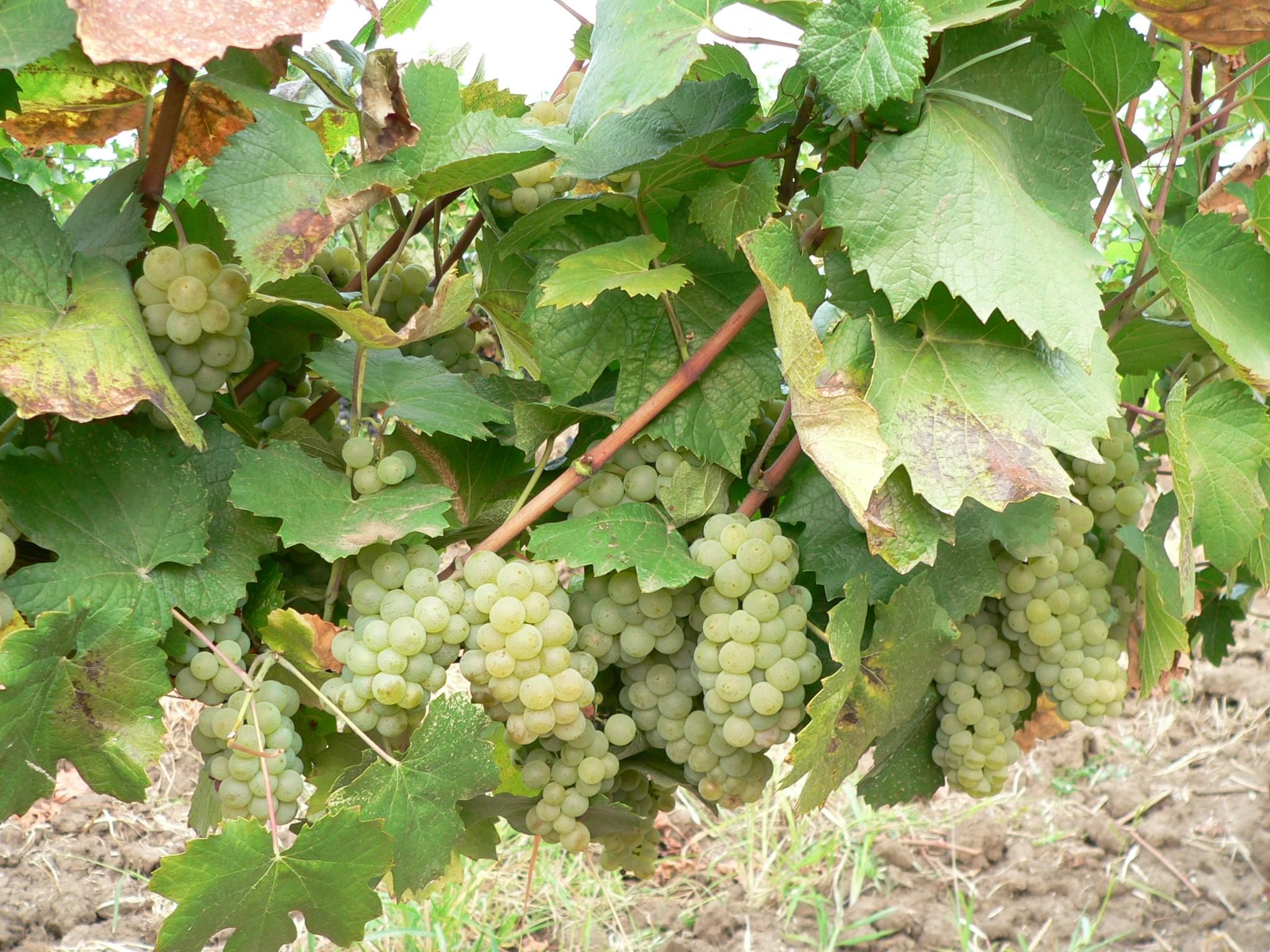
Aligoté

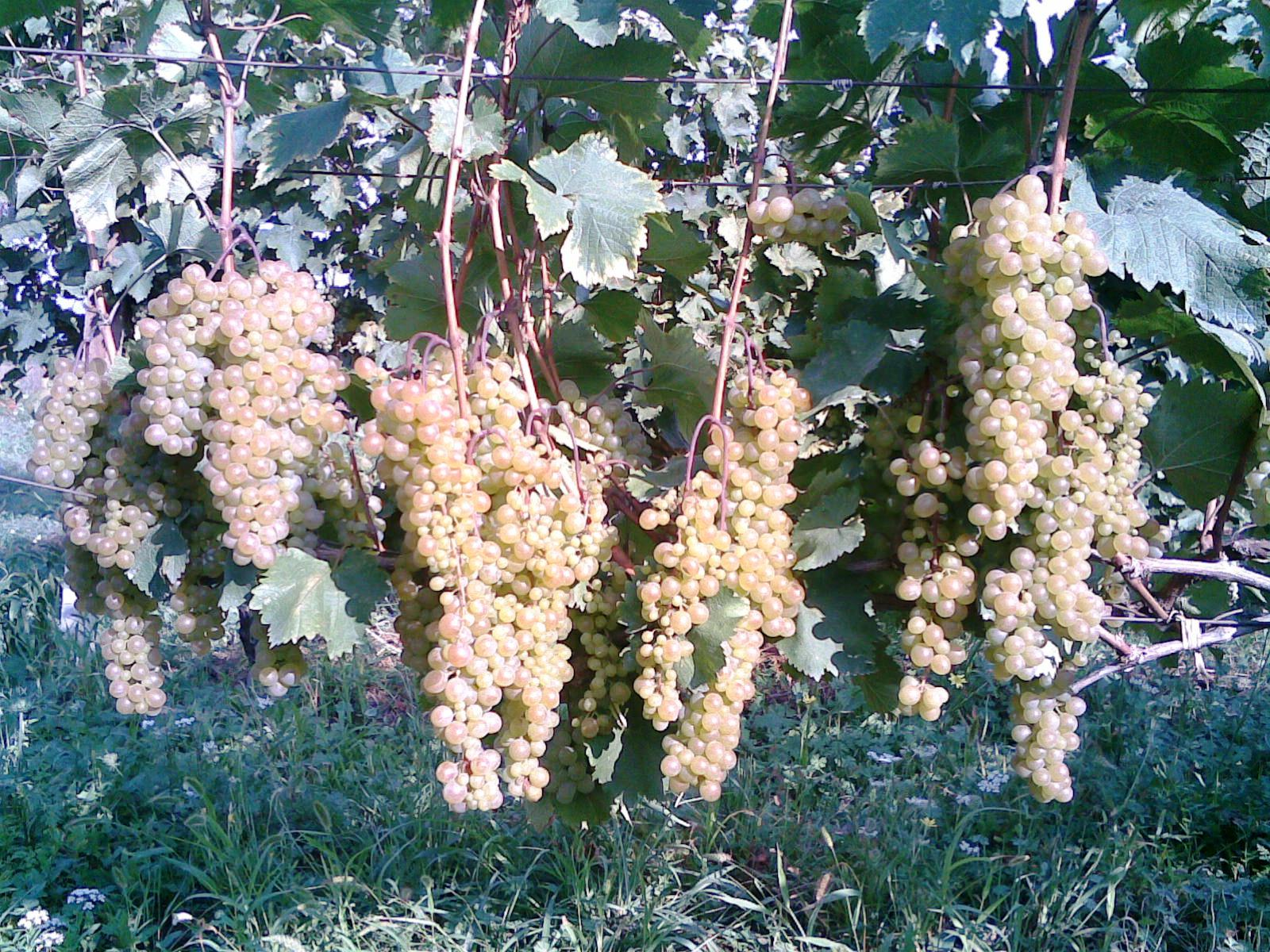
Rkaziteli

## Geschichte
Der Weinanbau in Abchasien hat eine 5000-jährige Geschichte. Bis heute finden Archäologen Tongefäße und Krüge, in denen der Wein reifte. Trotz dieser langen Geschichte begann die industrielle Produktion von abchasischen Weinen erst 1925 und die Anfänge der Weinindustrie liegen im Jahr 1960. Abchasische Weine sind seit langer Zeit gern konsumierte Weine im Gebiet der ehemaligen Sowjetunion. Die Weinmarke Dioscuria ist eine recht junge Marke, die erst Anfang der 2000er Jahre auf den Markt kam, aber trotzdem viele Liebhaber gefunden hat. Die Rebsorten Sauvignon Blanc, Aligoté und Rkaziteli, einer autochthonen Weißweinsorte werden traditionell an der Mündung des Flusses Gumista angebaut. Gekeltert und abgefüllt wird der Wein in der Firma Вина и воды Абхазии, deutsch Weine und Wässer Abchasiens. Diese Kelterei geht auf ein legendäres Weingut in Suchumi zurück, das in der gesamten ehemaligen Sowjetunion bekannt war.

## Der Wein
Dioscuria wird aus den weißen Rebsorten Aligoté, Sauvignon Blanc, Rkaziteli hergestellt. Das Ergebnis ist ein leichter, aromatischer Wein von weiß-goldener Farbe mit einem blumigen Geschmack, der durch kräuterartige Akzente unterstrichen wird. Der Alkoholgehalt beträgt kaum mehr als 11 Prozent. Die neue Weinmarke Dioscuria wurde erstmals 2003 zusammen mit den ebenfalls neuen Marken Radeda, Chegem und Eshera vorgestellt. Die Rebsorten Sauvignon Blanc, Aligoté und Rkaziteli verleihen dem Wein aufgrund des Terroirs und der Umgebung eine blassgoldene Farbe und ein angenehmes Aroma von Wildblumen. Er hat einen harmonischen und erfrischenden Geschmack, bei dem durch die Restsüße die für trockene Weine charakteristische Säure perfekt ausgeglichen wird. Im Abgang schmeckt man Noten von Südfrüchten. Der Wein wird zu Fisch- oder Meeresfrüchtegerichten empfohlen.